# Jean-Claude Brouillet
Pour les articles homonymes, voir Brouillet (homonymie).
 (septembre 2022).
Jean-Claude Brouillet est un résistant français et aviateur, né le 21 mars 1925 à Villeneuve-sur-Lot et mort le 28 mars 2016 à Santa Barbara en Californie.
Il fut également chef d'entreprises de transport aérien et écrivain.
De 1963 à 1966, il a été l'époux de l'actrice Marina Vlady.

## Biographie

### Seconde Guerre mondiale
Il est le fils de Marguerite Brouillet, aviatrice. Pendant l'Occupation, les Brouillet travaillent au réseau de renseignement Alliance : Marguerite, alias « Abeille », héberge son chef Marie-Madeleine Fourcade, avant de devenir agent de liaison auprès de l'état-major ; Jean-Claude, alors 17 ans, est également un agent de liaison du PC. Arrêté en novembre 1942 à Marseille, avec l'ensemble du PC, il s'évade avec l'ensemble de ses compagnons et la complicité des policiers français. Il assiste ensuite le policier Georges Guillot (« Dromadaire ») pour organiser les filières d'évasion.
En janvier 1943, il accompagne le général d'aviation Gabriel Cochet (nom de code Cottin dans la Résistance) en Espagne et l'assiste durant la traversée des Pyrénées. Il est alors à nouveau arrêté en Espagne et emprisonné à Pampelune et Lérida. Il part pour le Maroc (base aérienne de Casablanca) où sont regroupés les French Cadets, volontaires, qui intègrent la formation des pilotes de l'Armée américaine. Aux États-Unis, au fil de sa formation, il est affecté à la base aérienne de Tuscaloosa à Montgomery (Alabama). C'est à la Tuscaloosa Flying School que Jean-Claude Brouillet passe son brevet militaire de pilote, avant de revenir en France en 1944.
Sa mère Marguerite, après s'être échappée de peu en mai 1943, est à nouveau appréhendée en avril 1944 ; elle est déportée, exécutée et incinérée au camp du Struthof le 2 septembre 1944,.

### Après la guerre
À la fin de la guerre, Jean-Claude Brouillet est démobilisé au CRAP 204, et décide de rejoindre l'Afrique. En 1945, il achète à crédit un camion et il commence les transports à l'intérieur du Gabon afin de gagner suffisamment d'argent pour acheter un avion car le transport aérien est son but.
En 1950, il fonde la compagnie aérienne TAG (Transports Aériens du Gabon) qui effectue des vols intérieurs, ravitaillant et transportant les exploitants forestiers avec son (puis ses) Tiger Moth. L’année suivante, il acquiert le Dragon de Havilland F-OAIH, premier vrai avion de transport.
En 1953 il fonde « Air Service », la première école de pilotage en Afrique noire.

### Chef d´entreprise
En 1960, 20 terrains d'aviation sont alors ouverts et homologués au Gabon. À cette époque, Jean-Claude Brouillet réside dans le village de Mont-Bouet, près de Libreville, au Gabon. Le 17 août, jour de l’indépendance du Gabon, sa « Compagnie Transgabon » assure toutes les liaisons aériennes du pays avec des DC-3 et DC-4 qui se posent sur 35 aéroports.
De pilote de brousse, Jean-Claude Brouillet est devenu entrepreneur, propriétaire de deux compagnies aériennes internationales, TransGabon et Air Services. Il a créé de toutes pièces un réseau de transport aérien dans l'une des contrées les plus difficiles d'accès : la forêt équatoriale africaine.
Il a 15 000 heures de vol et a effectué 120 évacuations sanitaires en Afrique (de jour comme de nuit).
Il fondera ensuite la compagnie Corsair, mais abandonnera devant les avanies et la mauvaise volonté de l'administration française.

### Départ en Polynésie
En 1960, à 35 ans, ce pionnier de l'aviation décide de tout vendre et de faire le tour du monde à bord de son voilier l’African Queen.
En Polynésie, il supervise la construction des Hôtels Kia Ora à Moorea et Rangiroa. Il est propriétaire de l’atoll de Marutea Sud au sud des Tuamotu. Il fonde alors la compagnie « Polynésie Perles ».
En 1980, Jean-Claude Brouillet investit dans le jojoba en Arizona, fondant la Jojoba Oil Co, tout en développant parallèlement une exploitation de 20 000 hectares dans le Haut-Chaco au Paraguay (appelée Estancia Eldorado) qui produit du bétail de première qualité.

### Vie privée
Jean-Claude Brouillet est le père de huit enfants dont l'un, Vladimir, est le fruit de son union avec l'actrice Marina Vlady, avec laquelle il a été marié de 1963 à 1966.

## Distinctions
- Chevalier de la Légion d'honneur
- Médaille de la Résistance française (31 mars 1947)[10]
- Médaille commémorative des services volontaires dans la France libre
- Médaille de l'Aéronautique
- Chevalier de l'ordre souverain de Malte
- Étoile équatoriale (pas d'information sur la classe dans cet Ordre)

## Publications
- L´Avion du Blanc, Éditions Robert Laffont, 1972 (réédition Le voyageur éditions, 2011)
- L´Île aux Perles Noires, Éditions Robert Laffont, 1985